# Калиев сорбат
Калиевият сорбат е хранителна добавка (Е-номер Е202), която се отнася към групата на консервантите. Основната му функция е да потиска развитието на плесени и дрожди.
Химическата формула на калиевия сорбат е C6H7O2K. Има моларна маса 150,22 g/mol.
Използва се като консервант в различни хранителни и козметични продукти. Той потиска развитието на много микроби, гъби и плесени.
Разрешен е за използване в ЕС.
Калиевият сорбат се използва при приготвянето на туршии, сирена, майонези, плодови сокове, колбаси, месни полуфабрикати, при някои подправки като горчица и др.
Калиевият сорбат е известен още и като стабилизатор за вино, тъй като дава сорбат (Е200), когато се добави към него. Когато активната ферментация е приключила и виното е преточено, прибавянето на калиев сорбат убива всички останали дрожди, елиминирайки възможността за протичане на по-нататъшна ферментация.
Смята се за безопасен и нетоксичен, с допустима дневна доза 12,5 mg/kg.
Сорбатът е безвреден от токсикологична гледна точка. Мутагенен (предизвикващ генетични мутации), когато е асоцииран с нитрити при отсъствие на достатъчно количество на аскорбат (натриева сол на витамин С).